# Fairy Springs
Fairy Springs  est une banlieue de la cité de Rotorua dans la région de la baie de l’Abondance ou bay of Plenty dans le nord de l’Île du Nord de la Nouvelle-Zélande.

## Situation
Elle est localisée au sud de la banlieue de Ngongotahā, à l’ouest de celle de Koutu, à l’est de la localité de Selwyn Heights, et au nord de Mangakakahi.

## Municipalités limitrophes
Une artère routière majeure est constituée par Fairy Springs Road, qui circule à travers tout le centre de la banlieue .
La route très active a aussi été utilisée fréquemment pour des mouvements de protestation politiques .
Les automobilistes continuèrent à utiliser la route même pendant les inondations sévère d’avril 2018.

## Démographie
Fairy Springs avait une population de 1 782 habitants lors du recensement de 2018 en Nouvelle-Zélande, en augmentation de 210 personnes (soit 13,4 %) depuis le recensement de 2013, et en augmentation de 156 personnes (soit 9,6 %) depuis le recensement de 2006 en Nouvelle-Zélande.
Il y avait 597 logements.
On comptait 858 hommes et 927 femmes, donnant un sexe-ratio de 0,93 homme pour une femme.
L’âge médian était de 33,3 ans (comparé aux 37,4 ans au niveau national), avec 441 personnes (soit 24,7 %) âgées de moins de 15 ans, 372 personnes (soit 20,9 %) âgées de 15 à 29 ans, 738 personnes (soit 41,4 %) âgées de 30 à 64 ans, et 231 personnes (soit 13,0 %) âgées de 65 ans ou plus.
L’ethnicité était pour 58,1 % européens/Pākehā, pour 51,9 % Māori, 7,4 % personnes du Pacifique, 8,2 % asiatiques et 1,0 % d’ une autre ethnie (le total peut faire plus de 100% dans la mesure où une personne peut s’identifier de multiples ethnicités).
La proportion de personnes nées outre-mer était de 14,0 %, comparée avec les 27,1 % au niveau national.
Bien que certaines personnes objectent à donner leur religion, 49,3 % n’ont aucune religion, 34,7 % étaient chrétiens, 2,0 % étaient hindouistes, 0,3 % étaient musulmans, 0,8 % étaient bouddhistes et 5,4 % avaient une autre religion.
Parmi ceux d’au moins 15 ans d’âge, 180 personnes (13,4 %)  avaient un niveau de licence ou un degré supérieur , et 267 personnes (19,9 %) n’avaient aucune qualification formelle.
Les revenus médians étaient de 26 800 $, comparés avec les 31 800 $ au niveau national.
Le statut d’emploi de ceux d’au moins 15 ans d’âge était pour 669 personnes (soit 49,9 %) employés à  plein temps, pour 210 personnes (soit 15,7 %)  étaient employées à temps partiel et 99 personnes (soit 7,4 %) qui étaient sans emploi .